# 1939 في الجزائر
الأحداث من عام 1939 في الجزائر.

## المواليد
- 22 يوليو – وردة الجزائرية، مغنية جزائرية. اسمها الحقيقي وردة فتوكي